# 韦维尔 (孚日省)
韦维尔（法語：Houéville，法語發音：[wevil] ⓘ）是法国大東部大區孚日省的一个市镇，属于讷沙托区。

## 地理
韦维尔（48°22'28"N, 5°48'31"E）面积3.21 平方千米，位于法国大東部大區孚日省，该省份为法国东北部内陆省份，北起默兹省和默尔特-摩泽尔省，西接上马恩省，南至上索恩省和贝尔福地区省，东临上莱茵省和下莱茵省。
与韦维尔接壤的市镇（或旧市镇、城区）包括：阿蒂涅维尔、巴维尔、武克塞。

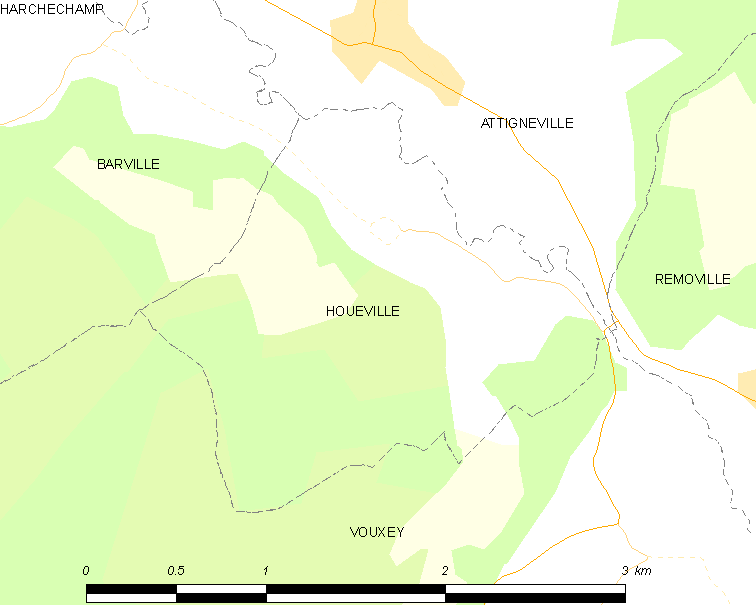
的OSM定位图

韦维尔的时区为UTC+01:00、UTC+02:00（夏令时）。

## 行政
韦维尔的邮政编码为88300，INSEE市镇编码为88242。

## 政治
韦维尔所属的省级选区为讷沙托县。

## 人口

1962-2008年间人口变化图示

韦维尔于2022年1月1日时的人口数量为43人。